# Теребовлянська міська рада
Теребовля́нська міська́ ра́да — адміністративно-територіальна одиниця та орган місцевого самоврядування в Теребовлянському районі Тернопільської області. Адміністративний центр — місто Теребовля.

## Загальні відомості
- Територія ради: 10,69 км²
- Населення ради: 14 005 осіб (станом на 2001 рік)
- Територією ради протікає Гнізна.

## Населені пункти
Міській раді підпорядковані населені пункти:
- м. Теребовля
- с. Боричівка

## Склад ради
Рада складається з 34 депутатів та голови.
- Голова ради: Поперечний Сергій Іванович
- Секретар ради: Нич Андрій Павлович

### Керівний склад попередніх скликань
| Прізвище, ім'я, по батькові | Основні відомості                                                                            | Дата обрання | Дата звільнення |
| --------------------------- | -------------------------------------------------------------------------------------------- | ------------ | --------------- |
| Шабат Іван Михайлович       | Міський голова, 1958 року народження, член Української Народної Партії                       | 26.03.2006   | 31.10.2010      |
| Поперечний Сергій Іванович  | Міський голова, 1971 року народження, освіта вища, член Всеукраїнського об'єднання «Свобода» | 31.10.2010   |                 |

Примітка: таблиця складена за даними сайту Верховної Ради України

### Депутати
За результатами місцевих виборів 2010 року депутатами ради стали:

#### За суб'єктами висування
| Суб'єкт висування                                       | Кількість обраних депутатів | %    |
| ------------------------------------------------------- | --------------------------- | ---- |
| Політична партія Всеукраїнське об'єднання «Свобода»     | 10                          | 33,3 |
| Політична партія Всеукраїнське об'єднання «Батьківщина» | 7                           | 23,3 |
| Партія регіонів                                         | 4                           | 13,3 |
| Політична партія Народний Рух України                   | 3                           | 10   |
| Політична партія «Громадянська позиція»                 | 2                           | 6,7  |
| Українська Народна Партія                               | 2                           | 6,7  |
| Політична партія «Наша Україна»                         | 1                           | 3,3  |
| Політична партія «Сильна Україна»                       | 1                           | 3,3  |

#### За округами
| № округу                                                | Прізвище, ім'я, по батькові     | Дата визнання обраним | Освіта             | Партійна приналежність                        | Відомості про обраного депутата                                                                                            |
| ------------------------------------------------------- | ------------------------------- | --------------------- | ------------------ | --------------------------------------------- | --- |
| Партія регіонів                                         |                                 |                       |                    |                                               | |
| б/м                                                     | Стечишин Володимир Степанович   | 05.11.2010            | вища               | член Партії регіонів                          | підприємець |
| б/м                                                     | Репко Юрій Іванович             | 05.11.2010            | вища               | позапартійний                                 | Міська рада, заступник голови                                                                                              |
| 5                                                       | Мудрик Ігор Миколайович         | 02.11.2010            | вища               | член Партії регіонів                          | Теребовлянська загальноосвітня школа І-ІІІ ст. № 1, вчитель                                                                |
| 12                                                      | Штик Михайло Іванович           | 02.11.2010            | середня спеціальна | позапартійний                                 | приватний підприємець |
| Політична партія Всеукраїнське об'єднання «Батьківщина» |                                 |                       |                    |                                               | |
| б/м                                                     | Запорожець Віктор Васильович    | 05.11.2010            | вища               | член Всеукраїнського об'єднання «Батьківщина» | Тернопільська обласна клінічна комунальна лікарня, заступник головного лікаря з хірургічної роботи                         |
| б/м                                                     | Паробок Надія Іванівна          | 05.11.2010            | вища               | член Всеукраїнського об'єднання «Батьківщина» | приватний підприємець |
| б/м                                                     | Нагірна Іванна Михайлівна       | 05.11.2010            | вища               | член Всеукраїнського об'єднання «Батьківщина» | тимчасово не працює |
| б/м                                                     | Сип'як Ігор Володимирович       | 05.11.2010            | вища               | позапартійний                                 | Церква святого Миколая, священнослужитель                                                                                  |
| 6                                                       | Яворський Зіновій Володимирович | 02.11.2010            | вища               | член Всеукраїнського об'єднання «Батьківщина» | ВАТ «Тернопіль-обленерго», інженер                                                                                         |
| 11                                                      | Пельо Іван Васильович           | 02.11.2010            | вища               | член Всеукраїнського об'єднання «Батьківщина» | загальноосвітня школа І-ІІІ ст. № 3, директор                                                                              |
| 13                                                      | Біла Оксана Володимирівна       | 02.11.2010            | вища               | позапартійна                                  | Теребовлянська районна рада, завідувачка сектору орг.відділу                                                               |
| Політична партія Всеукраїнське об'єднання «Свобода»     |                                 |                       |                    |                                               | |
| б/м                                                     | Заноз Олена Тарасівна           | 05.11.2010            | вища               | член Всеукраїнського об'єднання «Свобода»     | Управління праці та соціального захисту населення Теребовлянської РДА, завідувач сектору організаційної та кадрової роботи |
| б/м                                                     | Паньків Роман Михайлович        | 05.11.2010            | середня спеціальна | член Всеукраїнського об'єднання «Свобода»     | приватний підприємець |
| б/м                                                     | Войнар Володимир Михайлович     | 05.11.2010            | середня спеціальна | член Всеукраїнського об'єднання «Свобода»     | Філія ТзОВ «Рекс Шуз МейкерЛТД», головний енергетик                                                                        |
| б/м                                                     | Свергун Андрій Ярославович      | 05.11.2010            | середня спеціальна | член Всеукраїнського об'єднання «Свобода»     | Церква Зіслання Святого Духа УГКЦ м. Теребовля, дяк. диригент катехит.                                                     |
| 3                                                       | Гайдан Василь Іванович          | 02.11.2010            | середня спеціальна | член Всеукраїнського об'єднання «Свобода»     | приватний підприємець |
| 4                                                       | Федів Наталія Георгіївна        | 02.11.2010            | вища               | член Всеукраїнського об'єднання «Свобода»     | Теребовлянська районна стомат.поліклінікап, лікар-стоматолог                                                               |
| 8                                                       | Новосад Ярослав Іванович        | 02.11.2010            | вища               | член Всеукраїнського об'єднання «Свобода»     | приватний підприємець |
| 9                                                       | Литвин Андрій Богданович        | 02.11.2010            | вища               | член Всеукраїнського об'єднання «Свобода»     | Філія ТзОВ «Рекс Шуз Мейкер ЛТД», головний механік                                                                         |
| 14                                                      | Заверуха Любомир Михайлович     | 02.11.2010            | середня            | член Всеукраїнського об'єднання «Свобода»     | тимчасово не працює |
| 15                                                      | Площанський Орест Степанович    | 02.11.2010            | вища               | член Всеукраїнського об'єднання «Свобода»     | Теребовлянська центральна районна комунальна лікарня, завідувач травматологічного відділення                               |
| Політична партія «Громадянська позиція»                 |                                 |                       |                    |                                               | |
| б/м                                                     | Муж Віктор Володимирович        | 05.11.2010            | вища               | член Політичної партії «Громадянська позиція» | приватний підприємець |
| б/м                                                     | Мисник Степан Іванович          | 05.11.2010            | вища               | член Політичної партії «Громадянська позиція» | приватний підприємець |
| Політична партія Народний Рух України                   |                                 |                       |                    |                                               | |
| б/м                                                     | Продан Олег Йосипович           | 05.11.2010            | вища               | член Народного Руху України                   | ТзОВ «Козова Шляховик», директор                                                                                           |
| б/м                                                     | Самець Михайло Степанович       | 05.11.2010            | середня спеціальна | член Народного Руху України                   | підприємець |
| 1                                                       | Лишак Іван Ярославович          | 02.11.2010            | середня спеціальна | член Народного Руху України                   | Теребовля РЕМ, майстер |
| Політична партія «Наша Україна»                         |                                 |                       |                    |                                               | |
| 10                                                      | Кульчицький Ігор Михайлович     | 02.11.2010            | середня спеціальна | член Політичної партії «Наша Україна»         | Станція переливання крові, технік                                                                                          |
| Політична партія «Сильна Україна»                       |                                 |                       |                    |                                               | |
| 7                                                       | Козак Ярослав Михайлович        | 02.11.2010            | вища               | позапартійний                                 | Теребовлянська міська рада, секретар виконкому                                                                             |
| Українська Народна Партія                               |                                 |                       |                    |                                               | |
| б/м                                                     | Бойко Василь Казимирович        | 05.11.2010            | вища               | член Української Народної Партії              | загальноосвітня школа І-ІІІ ст. № 3 м. Теребовля, вчитель                                                                  |
| 2                                                       | Луцків Роман Петрович           | 02.11.2010            | вища               | член Української Народної Партії              | Теребовлянська загальноосвітня школа І-ІІІ ст. № 1, вчитель                                                                |